# Phoenix (Raumsonde)
Phoenix war eine NASA-Raumsonde zur Erforschung des Planeten Mars, die am 4. August 2007 startete, am 25. Mai 2008 (UTC) nahe der nördlichen Polarregion des Mars (Vastitas Borealis) landete und am 2. November 2008 zum letzten Mal Signale zur Erde funkte. Die Sonde gehörte zum Mars-Scout-Programm der NASA, in dem kleinere und kostengünstigere Raumsonden geführt wurden.
Phoenix basierte weitgehend auf dem Mars Surveyor 2001 Lander, der für einen Start im Jahr 2001 gebaut, jedoch nach dem Verlust des vorangegangenen Mars Polar Lander im Dezember 1999 nicht gestartet wurde. Seitdem wurde die fast fertiggestellte Sonde in einem Reinraum eingelagert, bis im Jahr 2003 die Entscheidung fiel, die Sonde zu modernisieren und 2007 zum Mars zu schicken. Daher kommt auch der Name der Sonde – Phönix ist in der griechischen Mythologie ein Vogel, der aus seiner Asche wieder aufersteht.
Die Mission wurde von der University of Arizona geleitet, die auch einige der Instrumente lieferte, während Lockheed Martin für den Bau der Sonde und die Tests verantwortlich war. Es war eine Mission mit internationalen Beiträgen aus Dänemark, Deutschland, Finnland, Großbritannien, Kanada und der Schweiz sowie die erste in der NASA-Geschichte, die von einer staatlichen Universität geleitet wurde. Das Gesamtbudget der Mission, inklusive der Trägerrakete und der Missionsdurchführung bis November 2008, lag bei 420 Millionen Dollar.

## Missionsziele
Phoenix war im Gegensatz zu den 2003 gestarteten Rovern Spirit und Opportunity eine stationäre Sonde. Sie landete in einer Region des Mars, wo nach den Daten von Mars Odyssey dicht unter der Oberfläche ab etwa zwei bis fünf Zentimeter Tiefe der Boden bis zu 80 Prozent aus Wassereis bestehen soll. Um das Eis zu studieren, konnte Phoenix mit einem Roboterarm in eine Tiefe von bis zu einem halben Meter in den Grund vordringen.
Mit den Messungen der Sonde wurden zwei Ziele verfolgt: Erstens zum Studium der geologischen Geschichte von Wassereis, um den Wechsel von dem ehemals warmen und feuchten zu dem heutigen kalten und eingefrorenen Mars zu verstehen. Zweites Ziel war die Suche nach Hinweisen auf mögliches ehemaliges Leben auf dem Mars, das in der Eisschicht vorhanden sein könnte. Für die Untersuchungen verfügte die Sonde mit dem Instrument TEGA über mehrere kleine Öfen, die von dem Roboterarm mit Proben gefüllt wurden. Nach der Aufheizung der Proben wurde der Anteil von Wasser und Kohlenstoff gemessen; außerdem suchte man nach Spuren von Mineralen, die in einem warmen und feuchten Klima entstanden sein könnten. Weiterhin wurde die Präsenz organischer Substanzen gemessen.
Andere Instrumente der Sonde untersuchten kleinste Bodenpartikel von bis zu 16 Mikrometer Größe. Sie haben die elektrische und thermische Leitfähigkeit der Partikel mit Hilfe von am Roboterarm angebrachten Sensoren gemessen, um dadurch Rückschlüsse auf ihre Beschaffenheit ziehen zu können.

## Technik

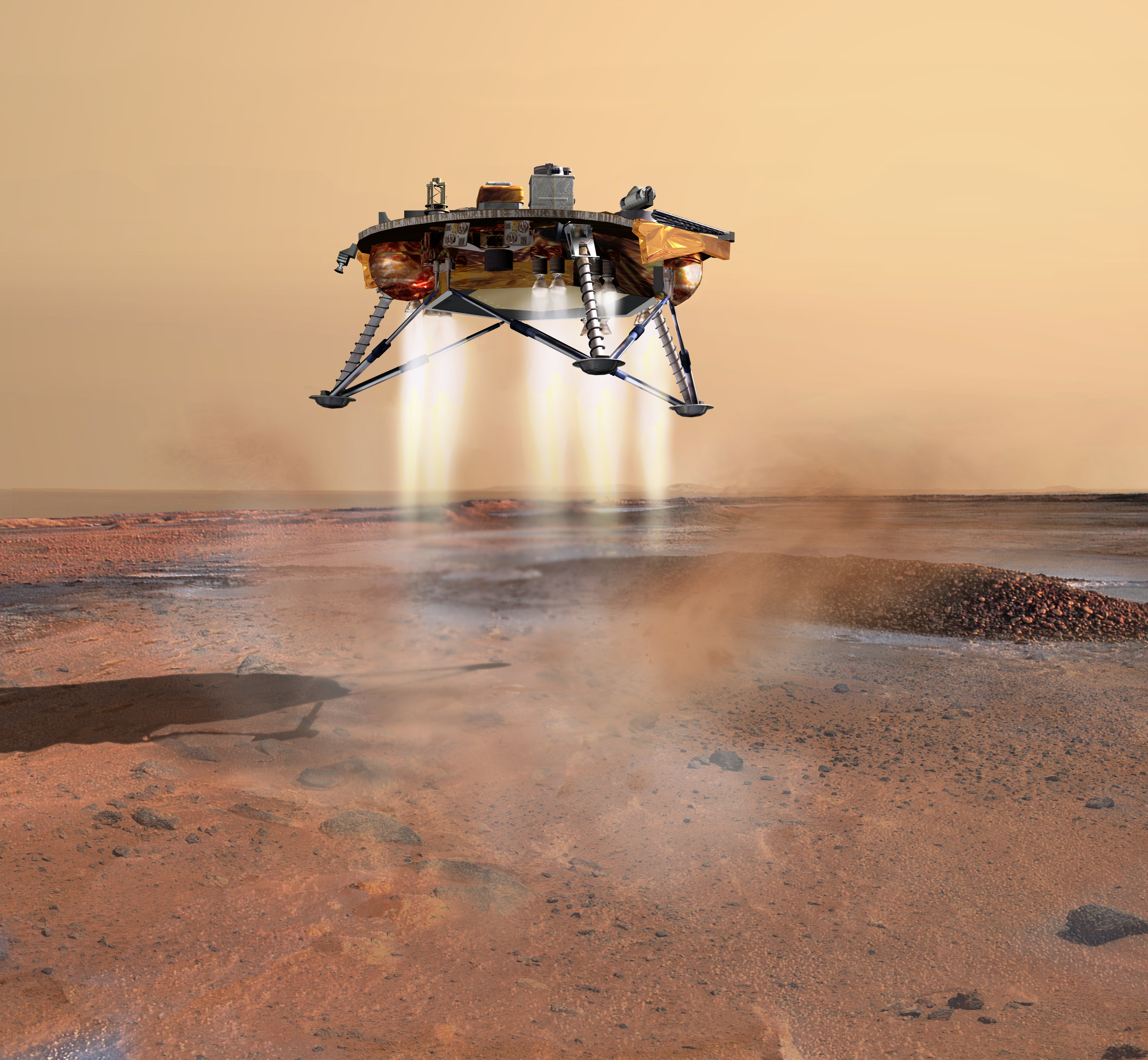
Phoenix-Landung (Computergrafik)

Die beim Start 670 kg wiegende Phoenix bestand aus einer Cruise Stage und dem eigentlichen, 350 kg schweren Lander, der in einer Schutzhülle steckte, die aus dem vorderen Hitzeschild (Aeroshell) und dem hinteren Hitzeschild (Backshell) bestand. Die Cruise Stage wurde nur für den Flug zum Mars benötigt, um die Raumsonde mit Energie zu versorgen und Kommunikation mit der Erde zu gewährleisten.
Sie wurde fünf Minuten vor dem Eintritt in die Marsatmosphäre (vierzehn Minuten vor der Landung) abgetrennt, wonach der Lander sich in Flugrichtung drehte (13,5 Minuten vor der Landung), in 125 km Höhe mit 5,6 km/s in die Atmosphäre eintrat (422 Sekunden vor der Landung) und durch die Marsatmosphäre mit bis zu dem Zehnfachen der Erdbeschleunigung abgebremst wurde.
Kurz danach (−203 s) entfaltete sich in 12,6 km Höhe ein Fallschirm, der die Geschwindigkeit auf 55 m·s−1 (≈ 200 km·h−1) reduzierte.
In 11 km Höhe (−188 s) wurde der vordere Hitzeschild abgeworfen, die Landebeine fuhren aus (−178 s) und das Radar zur Erfassung der Oberfläche wurde aktiviert (−128 s).
880 m über dem Boden wurde der Fallschirm und der hintere Hitzeschild abgetrennt (−31 s), und die Bremstriebwerke gezündet (−10 s);
diese bremsten den Lander weiter ab und ermöglichten eine Steuerung für eine waagerechte Landung auf den Beinen.
Die Energieversorgung der Sonde erfolgt durch runde Solarpanels, die circa 25 Minuten nach der Landung ausgefaltet wurden. Für die Kommunikation verfügte der Lander lediglich über eine kleine UHF-Antenne. Die Funkverbindung zur Erde wurde normalerweise über einen der Mars-Orbiter per Store-and-forward-Technik hergestellt. Nur während der Landephase diente Mars Odyssey direkt als Relaisstation.

### Instrumente

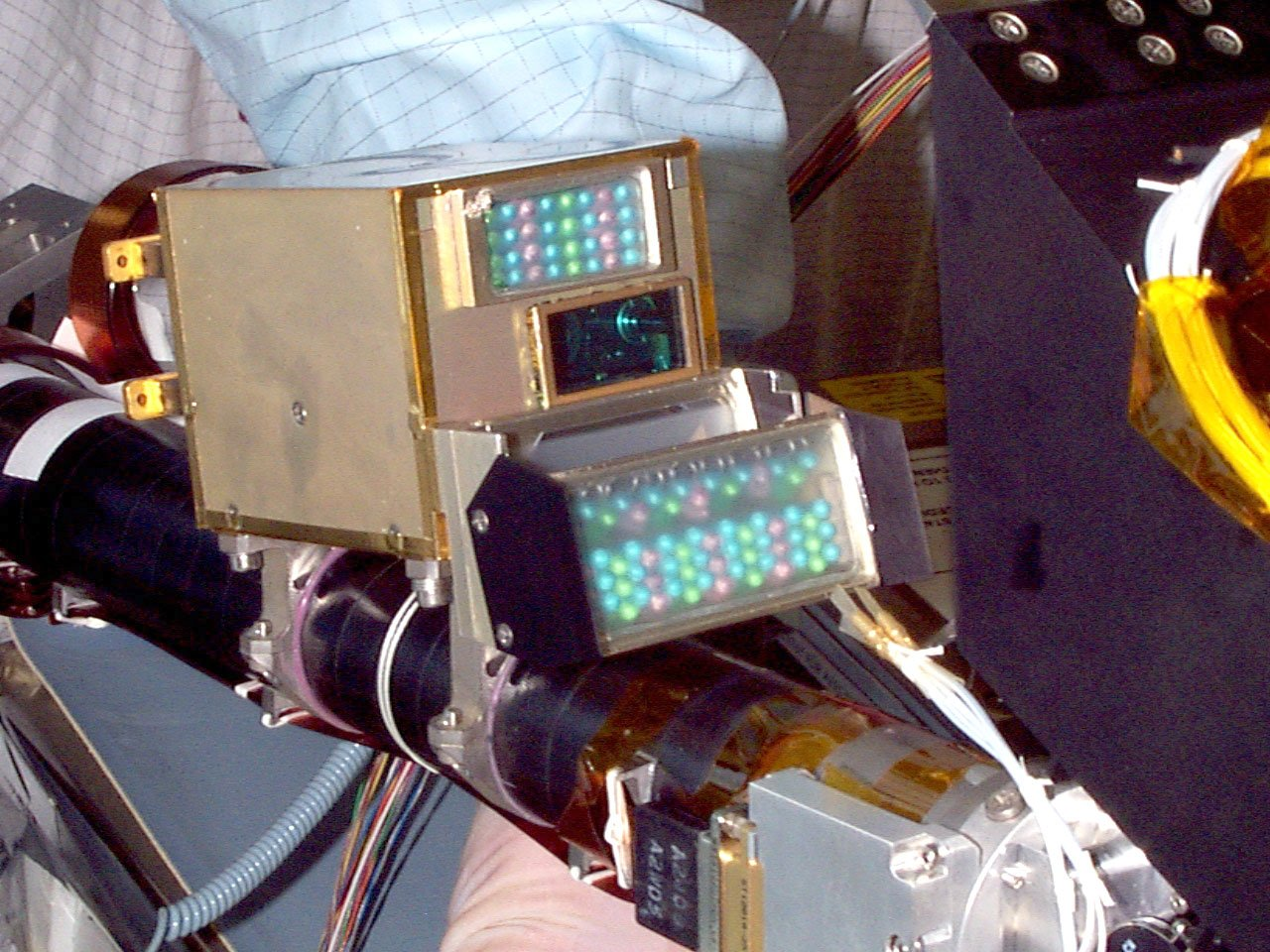
Robotic Arm Camera

Die Sonde trug 55 kg wissenschaftliche Nutzlast, ein umfangreiches Arsenal an Instrumenten:
Mars Descent Imager (MARDI)Ein Kamerasystem, das während des Abstiegs der Sonde Farbaufnahmen von der Oberfläche machen sollte. Allerdings wurde auf einen Einsatz der Kamera verzichtet, da ein (wenn auch geringes) Risiko bestand, dass die Behandlung der produzierten Bilddaten während des Abstiegs ein Scheitern der Mission verursachen könnte. Ursprünglich geplant war, dass das Instrument sofort nach dem Abwerfen der Aeroshell aktiviert wird und bis zum Aufsetzen der Sonde Bilder anfertigt. Die Aufnahmen hätten helfen können, die geologische Umgebung der Landestelle zu studieren, um die Ergebnisse anderer Instrumente besser in den Gesamtkontext einordnen zu können. MARDI wurde bereits von Malin Space Science Systems für den Mars Surveyor 2001 Lander hergestellt und wurde weitgehend unverändert bei Phoenix eingebaut.
Stereo Imager (SSI)Eine Kamera, die auf einem zwei Meter hohen, beweglichen Mast installiert ist. Es ist eine modifizierte Version der bereits bei Mars Polar Lander und Mars Pathfinder eingesetzten Kamera. SSI verfügt über zwei voneinander versetzte Objektive, womit 3D-Aufnahmen möglich waren, und über 12 Spektralfilter, die geologisch interessante Aufnahmen der Landestelle erlaubten. Darüber hinaus diente SSI der Unterstützung der Roboterarmaktivitäten, indem die Kamera der Erstellung von 3D-Karten der unmittelbaren Umgebung diente.
Thermal Evolved Gas Analyzer (TEGA)Eine Kombination aus acht kleinen Schmelzöfen (jeweils von der Größe einer Drucker-Tintenpatrone) und einem Massenspektrometer. Die Proben, die mit dem Roboterarm aus dem Boden entnommen wurden, wurden in den Öfen mit konstanter Rate auf bis zu 1000 Grad Celsius erhitzt. Durch Messung der erforderlichen Heizleistung wurden Phasenübergänge von festem zu flüssigem und zu gasförmigem Zustand detektiert; dies entspricht in seiner Grundfunktion einem „DSC“ (Differential Scanning Calorimeter). Daraus kann man Rückschlüsse auf die chemische Zusammensetzung der Probe ziehen. Die Zusammensetzung dabei entweichender Gase wurde mit dem Massenspektrometer analysiert. Jeder der acht Öfen stand nur einmal für eine einzelne Probe zur Nutzung zur Verfügung. Das Instrument wurde von der University of Arizona entwickelt.
Mars Environmental Compatibility Assessment (MECA)Frühere Bezeichnung Microscopy, Electrochemistry, and Conductivity Analyzer. MECA besteht aus einem nasschemischen Labor, zwei Mikroskopen (ein optisches und ein Rasterkraftmikroskop) und einer an dem Roboterarm angebrachten Sonde zur Messung der Wärme- und Stromleitfähigkeit (TECP – Thermal and Electrical-Conductivity Probe). MECA wurde eingesetzt, um den Boden auf seine chemischen Bestandteile zu untersuchen. Das nasschemische Labor besteht aus vier Behältern, in deren wasserhaltiger Lösung kleine Bodenproben aufgelöst wurden. Dann wurde mit Hilfe von 26 Sensoren die Zusammensetzung der Proben untersucht. Dabei wurden die Eigenschaften der Probe wie der Säuregehalt und der Anteil von Natrium, Kalium, Chloriden, Bromiden und weitere Stoffen untersucht. Jeder der vier Behälter konnte nur jeweils einmal für eine einzelne Bodenprobe verwendet werden. Außerdem wurden mit Hilfe von Mikroskopen Aufnahmen der Proben gemacht. Das optische Mikroskop konnte Partikel bis zu einer Größe von 10 Mikrometern auflösen, das von einem Schweizer Konsortium unter der Leitung der Universität Neuenburg entwickelte Rasterkraftmikroskop schaffte es sogar, 10 nm kleine Strukturen abzubilden. MECA wurde vom Jet Propulsion Laboratory bereits für den Mars Surveyor 2001 Lander hergestellt und wurde weitgehend unverändert bei Phoenix eingesetzt. Es war das erste Rasterkraftmikroskop, das bei einer Planetenmission zum Einsatz kam.
Robotic Arm (RA)Der Roboterarm der Sonde, der in erster Linie zum Entnehmen von Bodenproben eingesetzt wurde, die anschließend von den Instrumenten TEGA und MECA untersucht wurden. Der Roboterarm ist 2,35 m lang und hat vier Freiheitsgrade: 1) auf und ab, 2) links und rechts, 3) vorwärts und rückwärts und 4) drehen um die eigene Achse. Mit dem Roboterarm konnten Proben aus einer Tiefe von mindestens 50 cm geholt werden. RA wurde von dem Jet Propulsion Laboratory bereits für den Mars Surveyor 2001 Lander hergestellt und dann in Phoenix eingesetzt.
Robotic Arm Camera (RAC)Eine Kamera, die an dem Roboterarm befestigt ist. Sie wurde für Nahaufnahmen des Bodens des vom Roboterarm gemachten Grabens eingesetzt und konnte selbst kleinste Strukturen bis zu 16 Mikrometer Größe auflösen. Die Kamera wurde vom Jet Propulsion Laboratory und dem Max-Planck-Institut für Sonnensystemforschung (Deutschland) bereits für den Mars Surveyor 2001 Lander gebaut und dann in Phoenix eingesetzt.
Meteorology Suite (MET)Eine von der kanadischen Weltraumagentur CSA bereitgestellte Wetterstation, die aus einem LIDAR sowie Temperatur- und Drucksensoren besteht. Mit dem LIDAR wurde die Atmosphäre des Mars bis in 20 km Höhe untersucht, indem Staubpartikel- und Wolkenverteilung gemessen wurden. Es wurde von Optech und MDA gemeinsam entwickelt und gebaut. MET hat tägliche Wetterberichte von der Marsoberfläche geliefert.

## Missionsverlauf

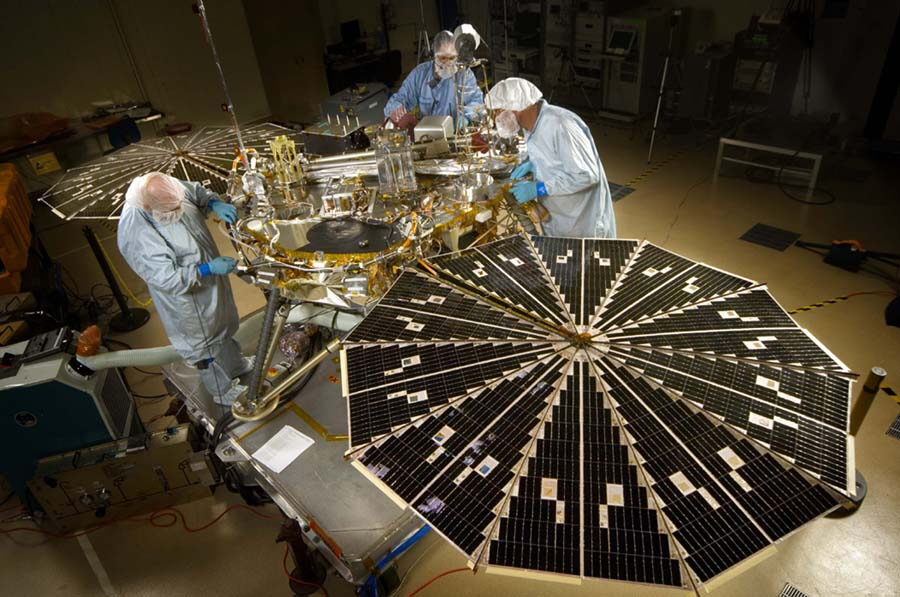
Testphase im September 2006

Am 4. August 2003 wählte die NASA im Rahmen ihres Mars-Scout-Programms aus mehreren Vorschlägen das Konzept des Phoenix-Landers, wonach der bereits fast fertiggestellte Mars Surveyor Lander überarbeitet und mit modernisierten Instrumenten ausgestattet wurde. Dadurch konnten Kosten bei dem Bau des Phoenix gespart werden, so dass die eigentlich recht anspruchsvolle Sonde im Rahmen des Mars-Scout-Programms finanziert werden konnte.
Um möglichen Gefahren aus dem Weg zu gehen, hatte der seit November 2006 zur Verfügung stehende Mars Reconnaissance Orbiter die ausgewählten Landestellen mit seiner hochauflösenden Kamera genauer untersucht.

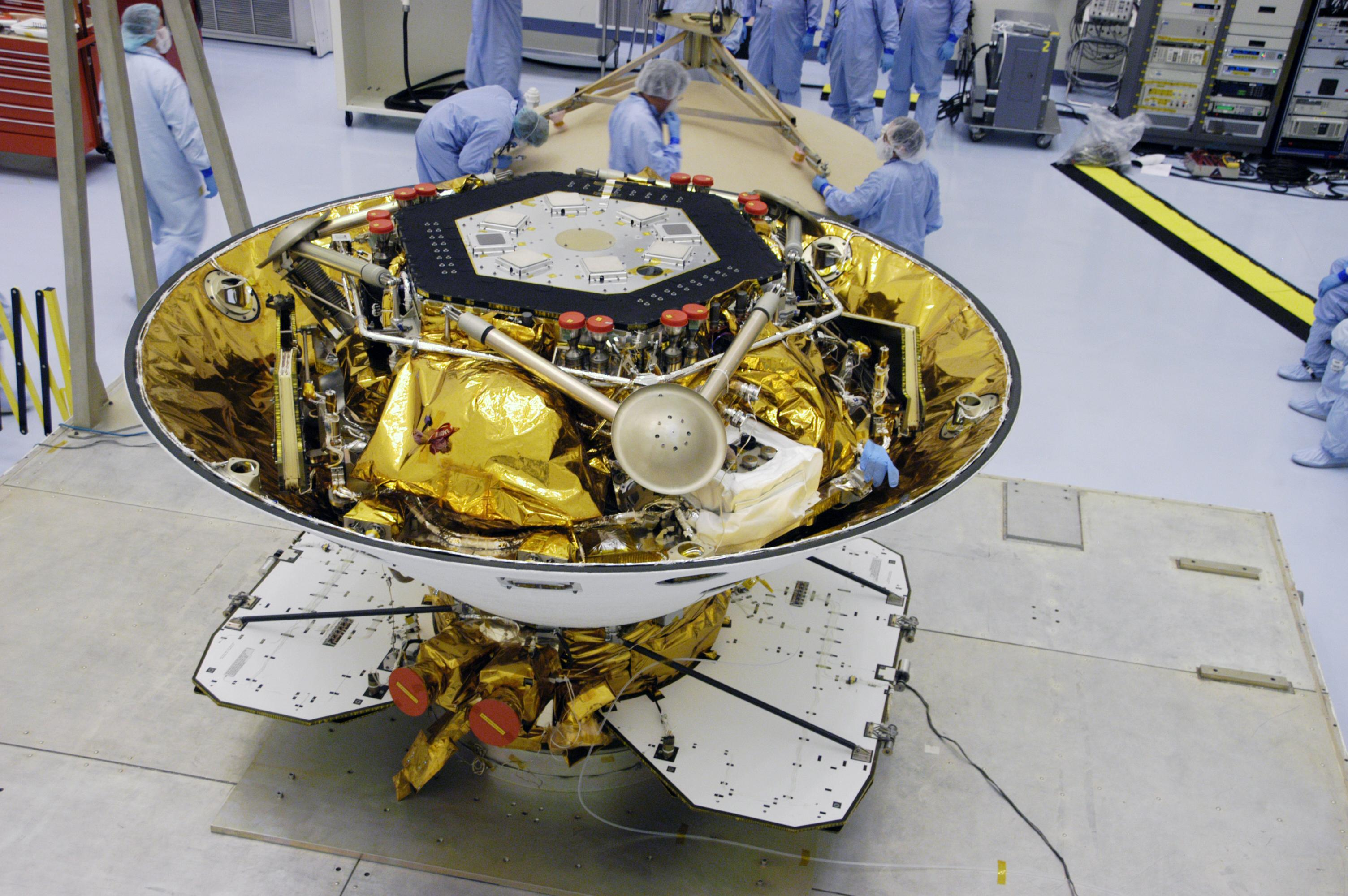
Startvorbereitung (Mai 2007)

Phoenix wurde am 4. August 2007 um 09:26:34 Uhr UTC mit einem Tag Verzögerung von einer Delta-II-7925-Rakete auf die Reise zum Mars geschickt. Einen Monat nach dem Start war die planmäßige Überprüfung der Instrumente abgeschlossen, insbesondere die Kommunikation für die Landung.
Die Landung erfolgte im Gegensatz zu den Mars-Rovern Sojourner, Spirit und Opportunity nicht mit einem Airbaglandesystem, sondern mit Hilfe von Bremstriebwerken, die, wie bei den Viking-Sonden, bis zum Aufsetzen auf der Planetenoberfläche arbeiteten. Die Primärmission des Landers endete gemäß den Planungen im November 2008.

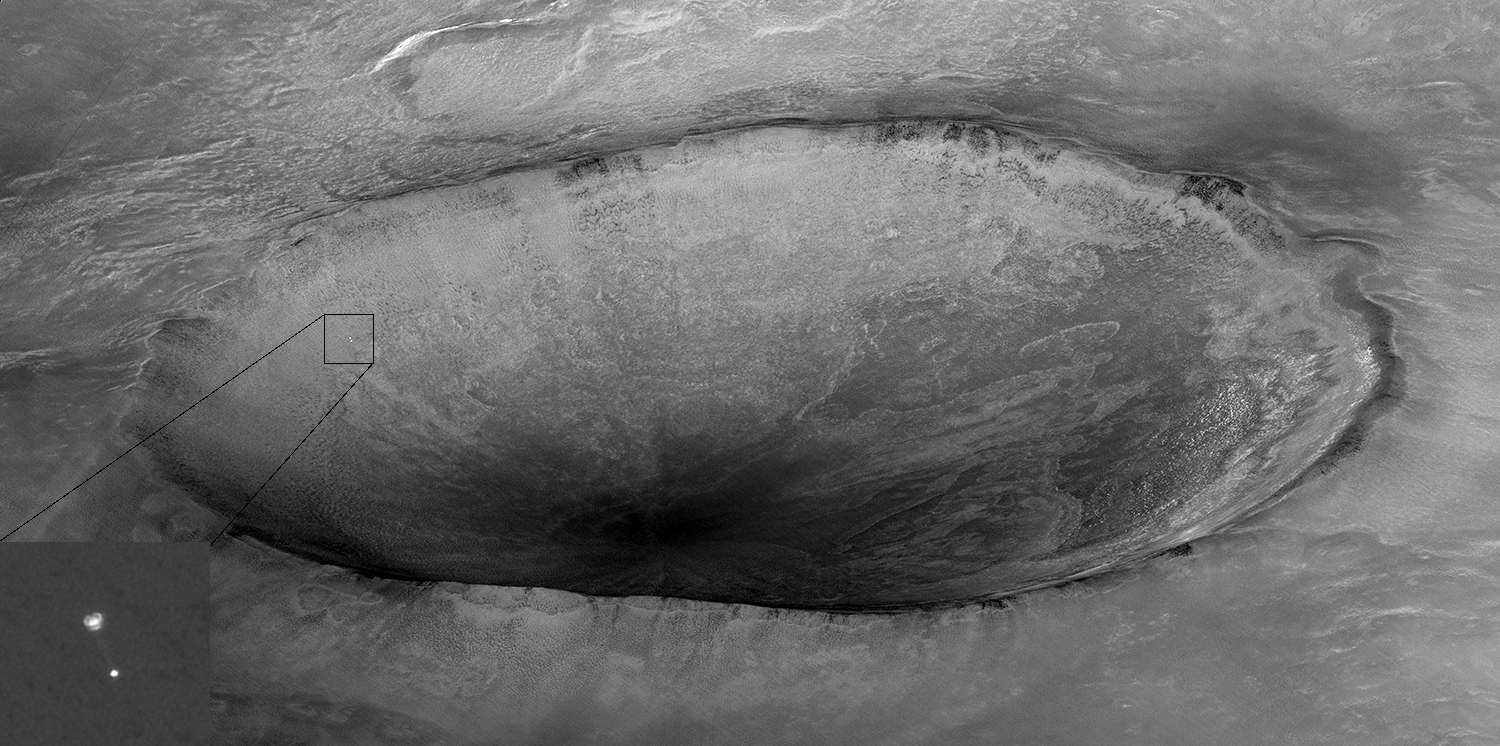
MRO-Aufnahme der Sonde während ihres Abstiegs, kurz nach Öffnen des Fallschirms und 13 km über der Marsoberfläche

Die perfekte Landung erfolgte am 25. Mai 2008 um 23:38 Uhr UTC. Wegen der Entfernung zur Erde von 276 Millionen Kilometern konnten die ersten Funksignale von der Landestelle erst 15 Minuten später, also um 23:53:44 Uhr UTC, auf der Erde empfangen werden. Um die Telemetriedaten während der kritischen EDL-Phase (Entry, Descent and Landing) sicher aufzeichnen zu können, waren die Umlaufbahnen der aktiven Mars-Orbiter so abgestimmt worden, dass die Signale der Sonde von allen drei Orbitern (MRO, Mars-Express und Mars Odyssey) empfangen werden konnten.
Die ersten Bilder von der Landestelle, übertragen durch den Orbiter Mars Odyssey, trafen am 26. Mai um 01:53 Uhr UTC im JPL-Kontrollzentrum (Jet Propulsion Laboratory) in Pasadena ein.
Die Inbetriebnahme des Roboterarms der Sonde verzögerte sich um einen Tag, da das Kommunikationssystem des MRO (Mars Reconnaissance Orbiter), über das die Sonde Befehle von der Erde empfangen sollte, aus noch ungeklärten Gründen in einen Stand-by-Modus gegangen war. Die Sonde arbeitete daraufhin automatisch eine vorher definierte Kameraaufnahmesequenz ab. Seit dem 28. Mai wurde die Raumsonde Mars Odyssey als Übertragungsstation genutzt, solange die Probleme mit dem MRO nicht gelöst waren. Der Roboterarm wurde schrittweise in Betrieb genommen und weitere Bilder für eine Panoramaaufnahme erstellt. Am 20. Juni 2008 gab der Chefwissenschaftler der Mission, Peter Smith von der University of Arizona, Hinweise auf die Entdeckung von Wassereis bekannt. Das Eis war bei Grabungen von Phoenix’ Schaufelarm einige Zentimeter tief im Untergrund der Landestelle zu Tage getreten. Am 1. August 2008 berichteten die Medien von einem Erfolg bei der Wassersuche: Eine Bodenprobe wurde mit der Schaufel gewonnen und in einem Ofen erhitzt; dabei entstand Wasserdampf. Somit steht fest, dass die Bodenprobe Eis enthalten hat und Wasser auf dem Mars definitiv vorkommt.
Am 5. August 2008 berichteten die Medien, dass das nasschemische Labor (MECA) erhebliche Mengen an Perchloraten in einer Bodenprobe gefunden hat. Auf der Erde kommen Perchlorate in den ariden Wüstengebieten vor.
Am 3. September konnten mit dem kanadischen Lidar in einer Höhe von etwa 3 Kilometern Schauer von Eiskristallen/Schnee nachgewiesen werden, die aus vorüberziehenden Wolken fielen. Aufgrund der Temperatur in der Atmosphäre muss es sich um Wassereis gehandelt haben, das vor dem Erreichen des Bodens in einer Höhe von etwa 2,5 Kilometern wieder sublimierte.
Der mit Oktober 2008 einsetzende Beginn des Winters am Landeplatz der Sonde auf dem Nachbarplaneten kündigte sich durch die verringerte Sonneneinstrahlung mit stark fallenden Temperaturen an. Die Heizung der Sonde benötigte mehr und mehr Strom aus der Energieversorgung. Um die Hauptkamera und meteorologische Instrumente weiterhin betreiben zu können, wurde im Oktober 2008 ein Teil des Heizmoduls abgestellt. In der Folge wurden der Roboterarm (RA) sowie der Schmelzofen (TEGA) der Sonde stillgelegt. Man erhoffte sich aus dieser Maßnahme, mit der dadurch eingesparten Energie die Betriebsdauer erneut zu verlängern. Am 2. November 2008 sandte die Sonde zum letzten Mal wissenschaftliche Daten, bevor der Kontakt verlorenging. Am 10. November wurde das Ende der Mission bekanntgegeben.
Zwischen Januar und Mai 2010 versuchte die NASA noch mehrmals, durch den Orbiter 2001 Mars Odyssey Funkkontakt zu Phoenix aufzunehmen, was jedoch nicht gelang. Hochauflösende Bilder des Mars Reconnaissance Orbiter vom 7. Mai 2010, kurz vor der Sommersonnenwende, deuteten darauf hin, dass während des Marswinters die Solarpaneele von Phoenix unter der Eislast verbogen oder abgebrochen wurden, wodurch der Lander endgültig funktionsunfähig wurde.

## Bilder von der Marsoberfläche

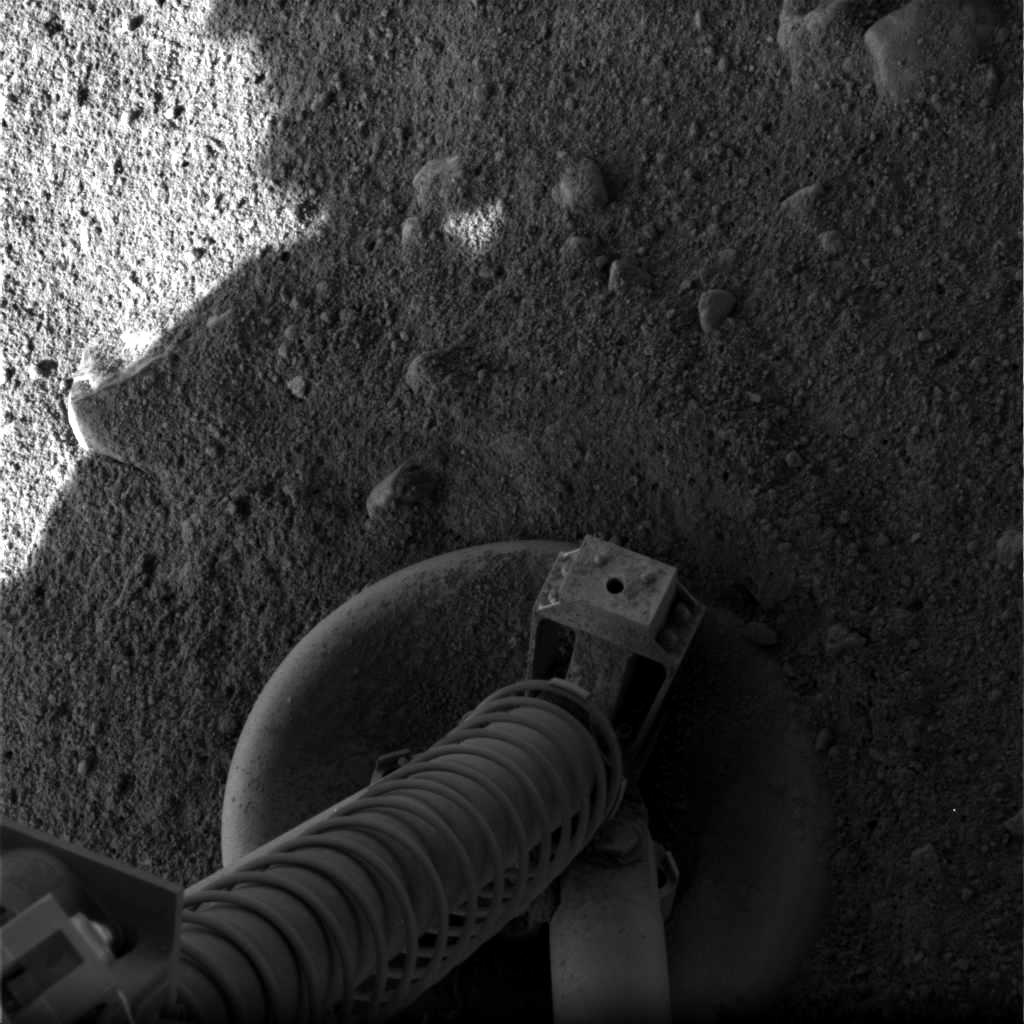
Ein Foto, das kurz nach der Landung geschossen wurde und eines der Standbeine der Raumsonde zeigt.
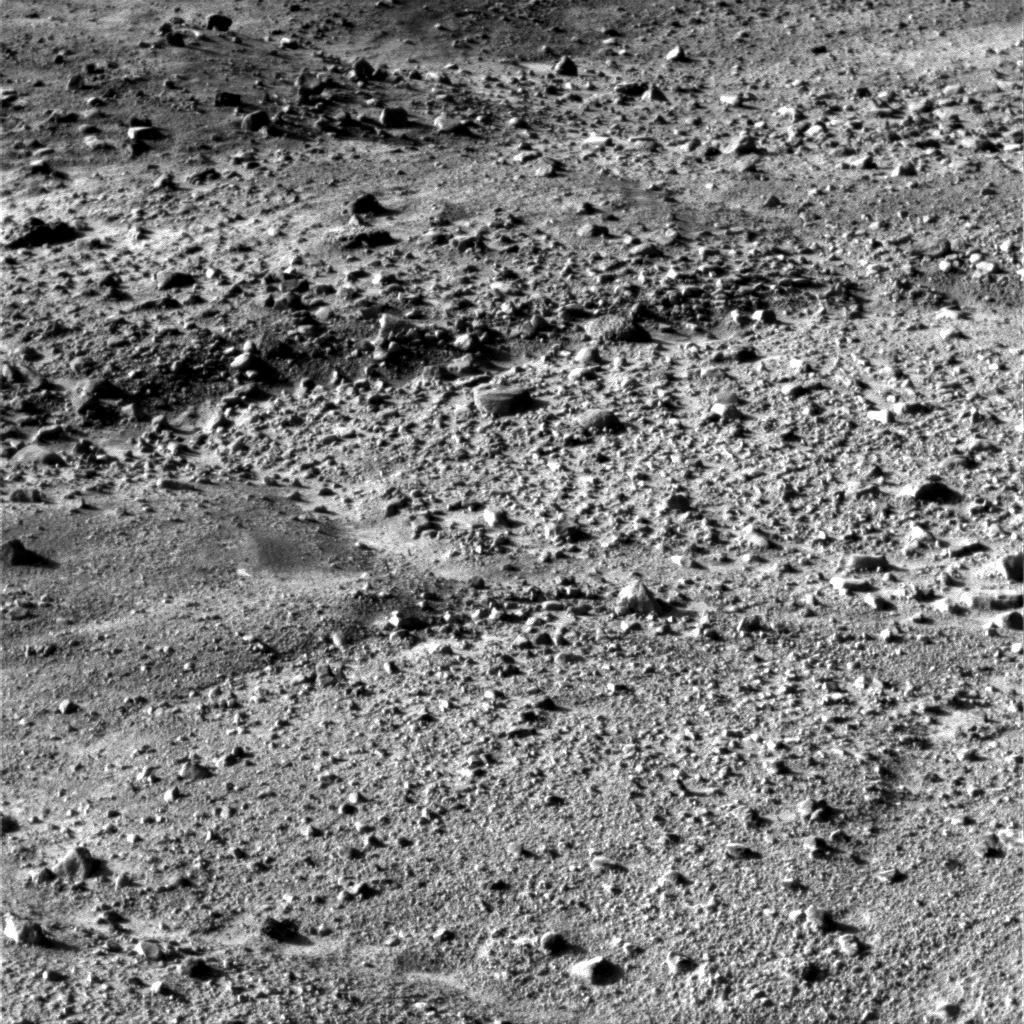
Eines der ersten Bilder der Marsoberfläche von Phoenix
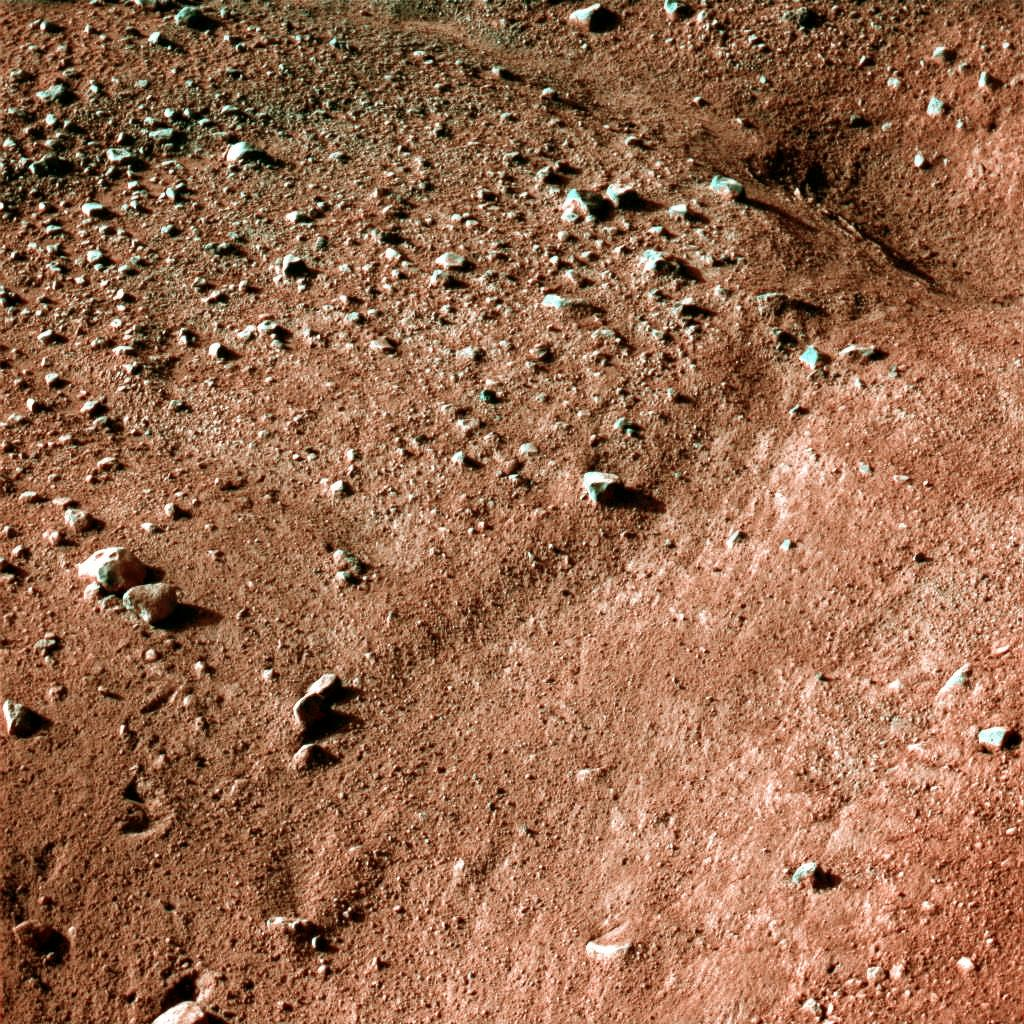
Nahe Phoenix finden sich polygonartige Strukturen entsprechend den Frostmusterböden auf der Erde
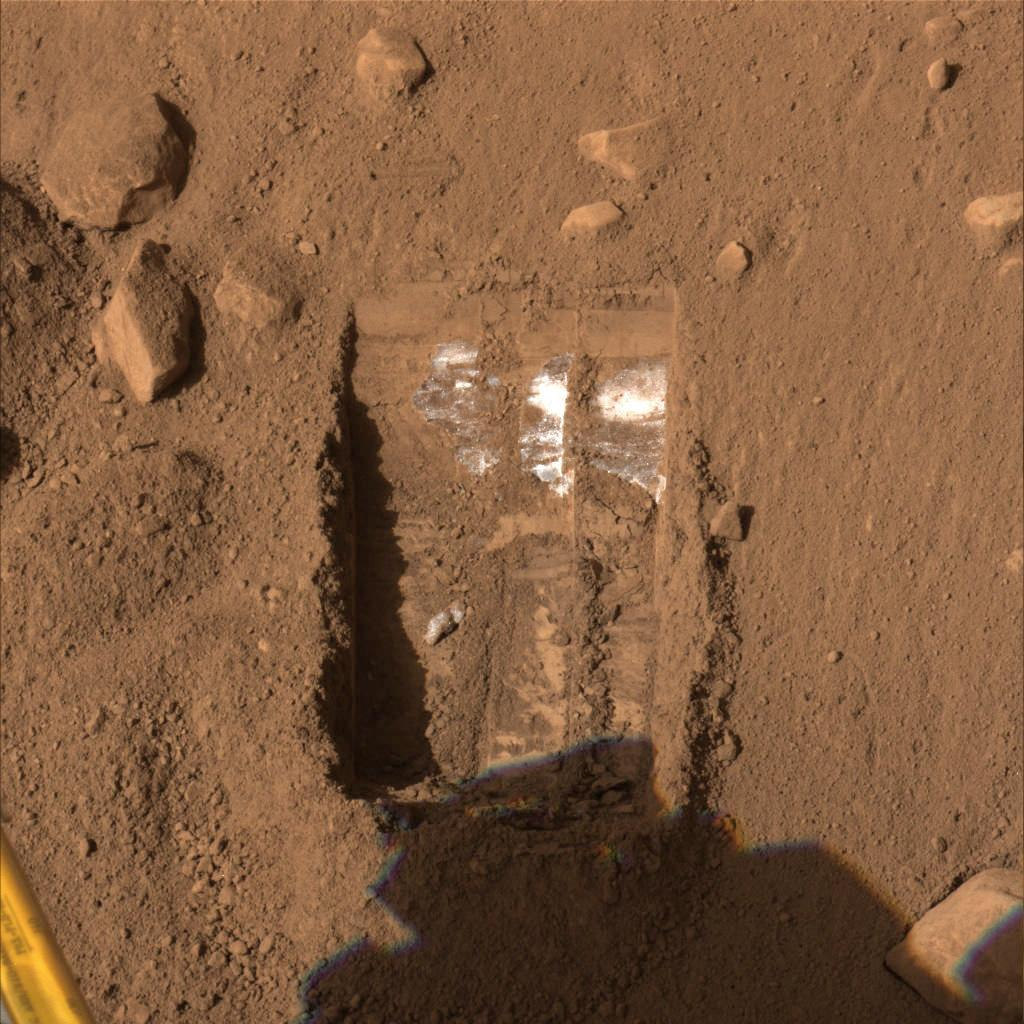
Der Roboterarm hat Eis freigelegt.